# Dytiscus
Genre
Dytiscus est un genre de coléoptères dulçaquicoles de la famille des dytiscidés (les dytiques).

## Espèces rencontrées en Europe
- Dytiscus circumcinctus (Ahrens, 1811)
- Dytiscus circumflexus (Fabricius, 1801)
- Dytiscus dimidiatus (Bergsträsser, 1778)
- Dytiscus lapponicus (Gyllenhal, 1808)
- Dytiscus latissimus Linnaeus, 1758 — Grand dytique
- Dytiscus marginalis Linnaeus, 1758 — Dytique bordé
- Dytiscus mutinensis (Branden, 1885)
- Dytiscus persicus (Wehncke, 1876)
- Dytiscus pisanus (Laporte de Castelnau, 1835)
- Dytiscus semisulcatus (O. F. Müller, 1776)
- Dytiscus thianschanicus (Gschwendtner, 1923)

## Liste d'espèces
Selon Catalogue of Life (23 juin 2021) :
- Dytiscus alaskanus J. Balfour-Browne, 1944
- Dytiscus carolinus Aubé, 1838
- Dytiscus circumcinctus Ahrens, 1811
- Dytiscus circumflexus Fabricius, 1801
- Dytiscus cordieri Aubé, 1838
- Dytiscus dauricus Gebler, 1832
- Dytiscus delictus (Zaitzev, 1906)
- Dytiscus dimidiatus Bergsträsser, 1778
- Dytiscus distantus Feng, 1936
- Dytiscus fasciventris Say, 1824
- Dytiscus habilis Say, 1830
- Dytiscus harrisii Kirby, 1837
- Dytiscus hatchi Wallis, 1950
- Dytiscus hybridus Aubé, 1838
- Dytiscus lapponicus Gyllenhal, 1808
- Dytiscus latissimus Linnaeus, 1758
- Dytiscus latro Sharp, 1882
- Dytiscus marginalis Linnaeus, 1758
- Dytiscus marginicollis LeConte, 1844
- Dytiscus mutinensis Branden, 1885
- Dytiscus persicus Wehncke, 1876
- Dytiscus pisanus Laporte, 1835
- Dytiscus semisulcatus O. F. Müller, 1776
- Dytiscus sharpi Wehncke, 1875
- Dytiscus sinensis Feng, 1935
- Dytiscus thianschanicus (Gschwendtner, 1923)
- Dytiscus verticalis Say, 1823

Selon ITIS (31 août 2014) :
- Dytiscus alaskanus J. Balfour-Browne, 1944
- Dytiscus carolinus Aubé, 1838
- Dytiscus circumcinctus Ahrens, 1811
- Dytiscus circumflexus Fabricius, 1801
- Dytiscus cordieri Aubé, 1838
- Dytiscus dauricus Gebler, 1832
- Dytiscus delictus (Zaitzev, 1906)
- Dytiscus dimidiatus Bergsträsser, 1778
- Dytiscus distantus Feng, 1936
- Dytiscus fasciventris Say, 1824
- Dytiscus habilis Say, 1830
- Dytiscus harrisii Kirby, 1837
- Dytiscus hatchi Wallis, 1950
- Dytiscus hybridus Aubé, 1838
- Dytiscus lapponicus Gyllenhal, 1808
- Dytiscus latissimus Linnaeus, 1758
- Dytiscus latro Sharp, 1882
- Dytiscus marginalis Linnaeus, 1758
- Dytiscus marginicollis LeConte, 1844
- Dytiscus mutinensis Branden, 1885
- Dytiscus persicus Wehncke, 1876
- Dytiscus pisanus Laporte, 1835
- Dytiscus semisulcatus O. F. Müller, 1776
- Dytiscus sharpi Wehncke, 1875
- Dytiscus sinensis Feng, 1935
- Dytiscus thianschanicus (Gschwendtner, 1923)
- Dytiscus verticalis Say, 1823

Noms en synonymie
- Dytiscus posticatus, synonyme de Copelatus posticatus

## Espèces fossiles
Selon la Paleobiology Database en 2023, les espèces fossiles référencées sont les cinq suivantes :
- †Dytiscus avunculus, von Heyden 1862
- †Dytiscus latahensis, Wickham 1931
- †Dytiscus lavateri, Heer 1847
- †Dytiscus miocenicus, Lewis and Gundersen 1987
- †Dytiscus zersii, Sordelli 1882

## Galerie

Quelques espèces vivantes du genre Dytiscus.
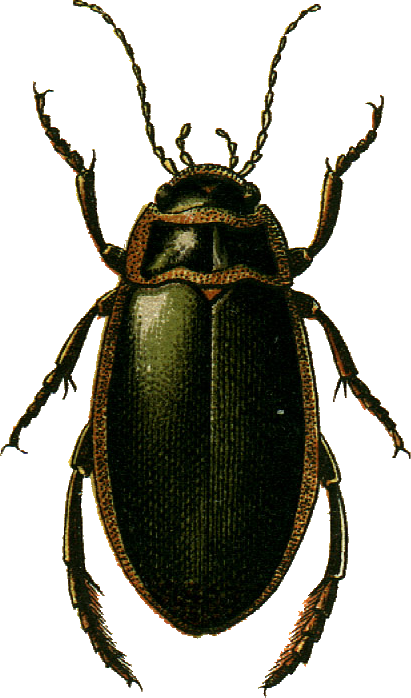
Dytiscus circumflexus.
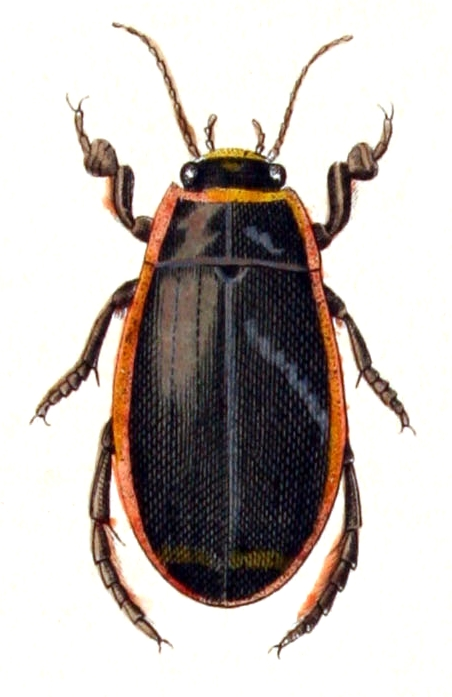
Dytiscus dimidiatus mâle.
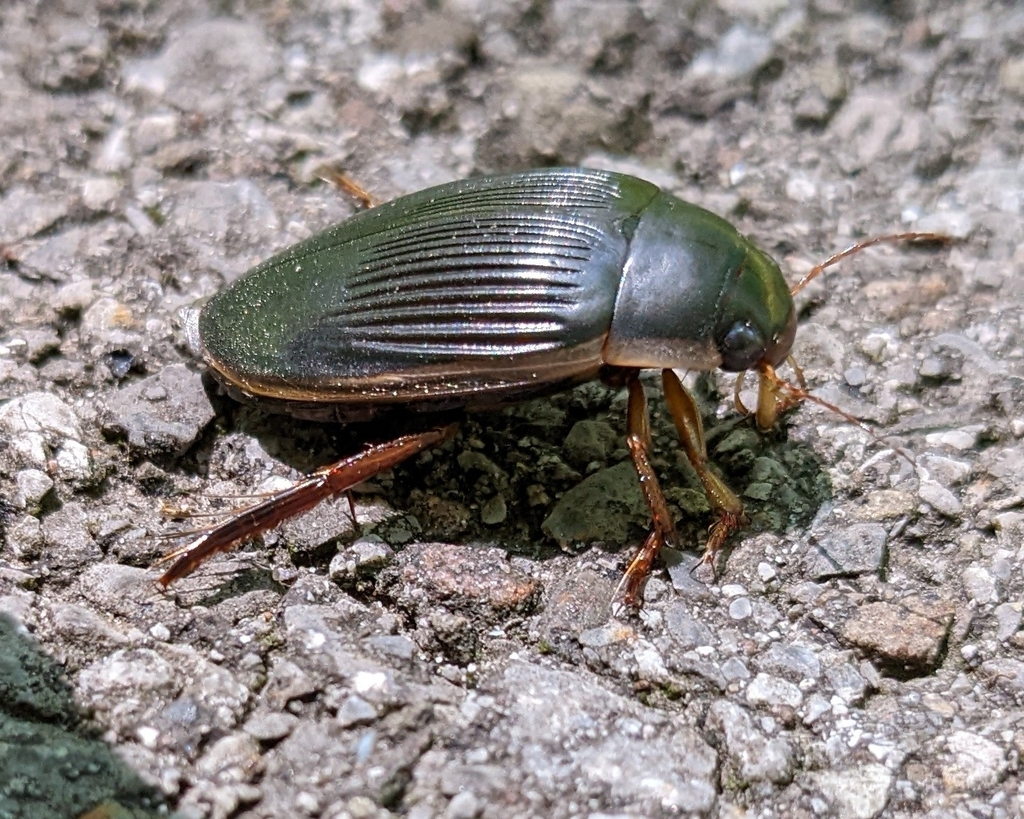
Dytiscus fasciventris.
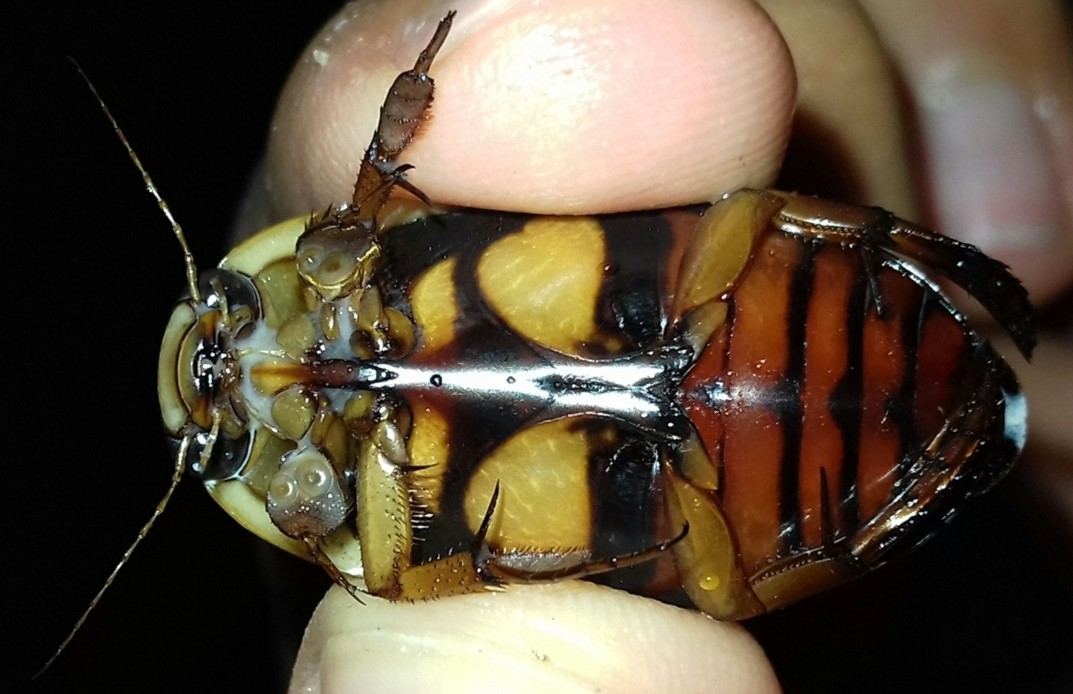
Dytiscus habilis ventral.
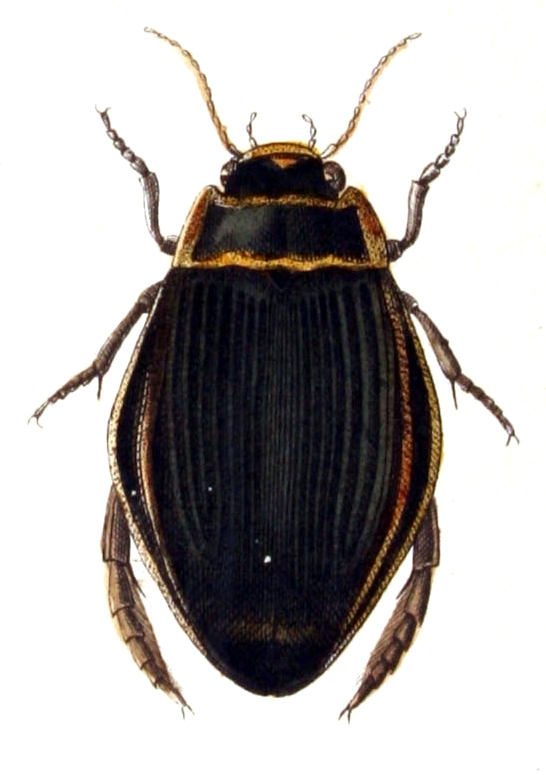
Dytiscus latissimus femelle.
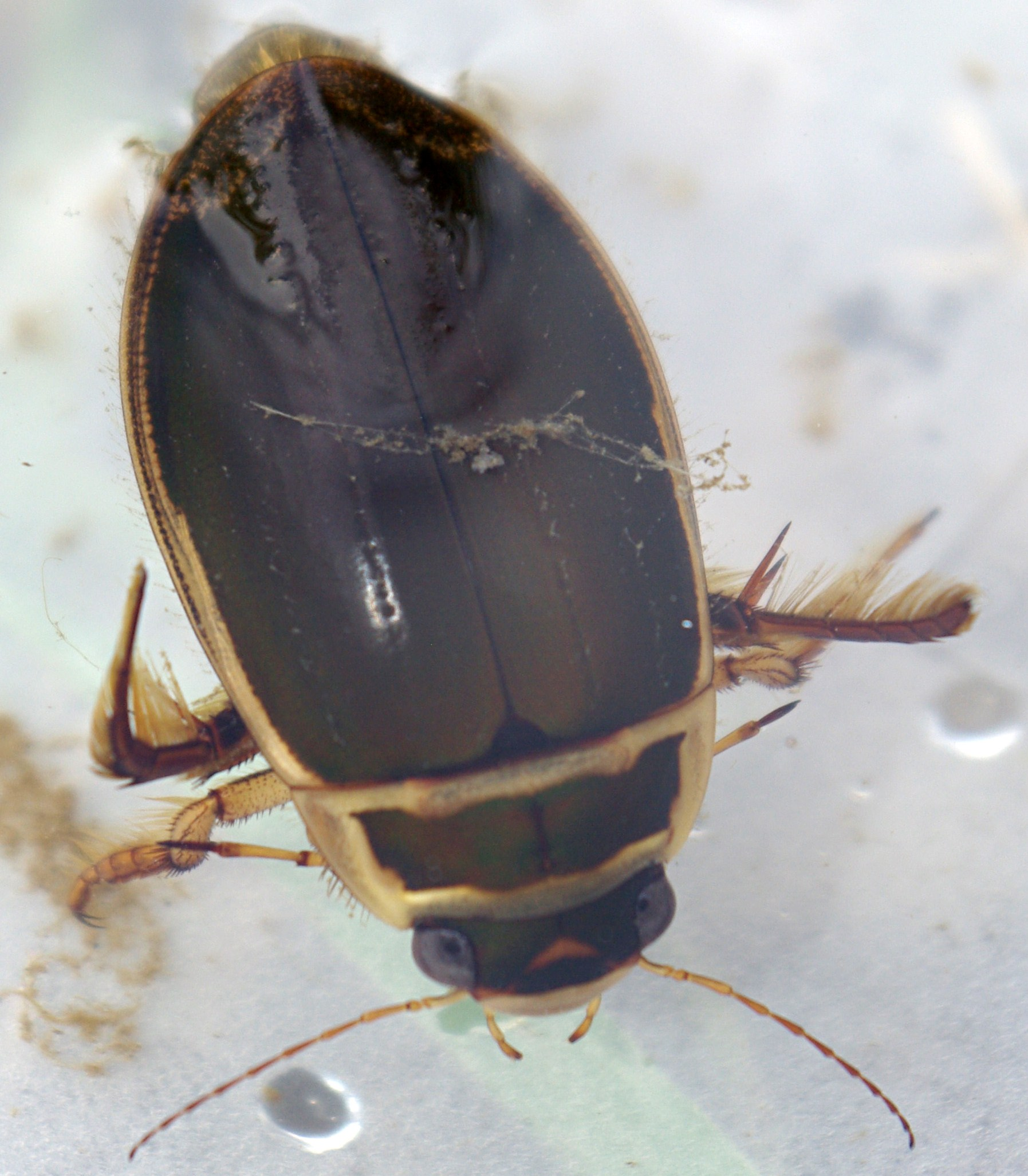
Dytiscus marginalis.